# Hambühren
Hambühren är en kommun och ort i Landkreis Celle i förbundslandet Niedersachsen i Tyskland.